# Santa Cruz (Costa Rica)
Santa Cruz es un distrito y ciudad cabecera del cantón de Santa Cruz, en la provincia de Guanacaste, de Costa Rica.

## Toponimia
La ciudad fue fundada en 1782 e inicialmente tomó el nombre de Las Delicias. La esposa del fundador del primer núcleo urbano, Bernabela Ramos, había colocado una gran cruz de madera en el exterior de su casa. En honor a la cruz, cada año se rezaba un rosario, y pronto esta costumbre se convirtió en un gran atractivo para la gente que vivía en los alrededores, por lo que decidió cambiar el nombre de la ciudad de Las Delicias a Santa Cruz.

## Ubicación
Situado en el noroeste del país, a pocos kilómetros del Océano Pacífico. La ciudad de Santa Cruz se encuentra en las llanuras en el norte-oeste de la Península de Nicoya, en el medio de la pampa Guanacasteca, encerrada entre los ríos Diriá y Enmedio. El clima es cálido y seco, con temperaturas de más de 30 grados durante el verano y el otoño ligeramente durante la temporada de lluvias (de mayo a noviembre).

## Geografía
Santa Cruz cuenta con un área de 288,92 km² y una altitud media de 50 m s. n. m. El cerro vista al mar con 980 m.s.n.m es la mayor altitud del distrito y del canton otros son mata de caña con 972 m.s.n.m y el brujo con 860 m.s.n.m 
Su clima se cataloga como tropical seco en las partes bajas y templado en las partes altas "mas de 800 m.s.n.m segun el instituto meteorologico nacional"
En su territorio se encuentra el Parque Nacional Diría el cual es un importante refugio para varias especies animales, en este se encuentran y se protegen bosques tropicales secos como húmedos 

## Demografía
Para el año 2022, Santa Cruz cuenta con una población estimada de 29 634 habitantes, y para el último censo efectuado, en 2011, Santa Cruz contaba con una población de 21 544 habitantes.

## Localidades
- Barrios: Buenos Aires, Camarenos, Cátalo Rojas, Corobicí, Chorotega, Esquipulas, Estocolmo, Flores, Garúa, Guabo, Lajas, Los Amigos, Malinches, Manchón, Panamá, Pepe Lujan, Sagamat, San Martín, Santa Cecilia, Tenorio, Tulita Sandino.
- Poblados: Ángeles, Arado, Bernabela, Cacao, Caimito, Congal, Cuatro Esquinas, Chibola, Chircó, Chumico (parte), Guayabal, Hato Viejo, Lagunilla, Lechuza, Limón, Moya, Puente Negro, Retallano (parte), Rincón, Río Cañas Viejo, San Juan, San Pedro, San Pedro Viejo, Vista al Mar.

## Cultura
La ciudad de Santa Cruz es conocida como la "Ciudad folcórica" de Costa Rica. Cada año el día 14 de enero a las 12:00 md da inicio a las tradicionales fiestas folclóricas de Santa Cruz con el desfile de payasos saliendo de Santa Cecilia, que atrae a miles de turistas de todas partes del país. Durante los primeros días de celebración en el parque "Bernabela Ramos Sequeira" de Santa Cruz se realizan sucesivas danzas folclóricas, teatro y cabaret, conciertos de marimbas. En los últimos días de celebración, la plaza principal de la ciudad, la "Plaza de los Mangos", se convierte en una plaza de toros donde se celebran rodeos y monta.[cita requerida]

## Economía
La economía se basa principalmente en la explotación de la agricultura, el turismo y los servicios (distribución de electricidad).
La tierra se divide en fincas, solares a menudo de considerable tamaño, donde se practica la cría de ganado y el cultivo de la caña de azúcar.
El turismo está especialmente bien desarrollado a lo largo de la costa, especialmente en Tamarindo, un pueblo que es también el hogar de una pista de aterrizaje, donde en los últimos años se ha visto un rápido desarrollo de la infraestructura y el alojamiento en un hotel, incluido de lujo, a pesar de la falta de una red viaria adecuada.

### Turismo
Activo centro comercial, Santa Cruz se encuentra en la encrucijada de los turistas que se dirigen a las playas del Pacífico, entre los que hay que recordar Playa Tamarindo, Playa Flamingo, Playa Conchal, Playa Brasilito y Playa Avellanas, todas dentro del cantón de Santa Cruz. A pocos kilómetros de Santa Cruz, en la carretera a Santa Bárbara, está el centro de Guaitil, famoso en todo el país por la labor artística de la arcilla sin el uso del torno.
Aproximadamente 15 km rumbo al sur de la ciudad, carretera a Arado, se encuentra el parque nacional Diriá sitio de extraordinaria belleza natural y privilegiado por poseer bosque tropical seco y bosque tropical húmedo en una área relativamente pequeña.

## Transporte

### Carreteras
Al distrito lo atraviesan las siguientes rutas nacionales de carretera:
- Ruta nacional 21
- Ruta nacional 160
- Ruta nacional 904
- Ruta nacional 909
- Ruta nacional 931